# Tchicaya U Tam'si
Pour les articles homonymes, voir Tchicaya.
Œuvres principales
- Le Mauvais Sang,
- Feu de brousse,
- Le Ventre

Tchicaya U Tam'si (de son vrai nom Gérald-Félix Tchicaya, né à Mpili (Congo Brazzaville) le 25 août 1931, décédé à Bazancourt (Oise) le 22 avril 1988, est un écrivain congolais (république du Congo). Il est le fils de Jean Félix-Tchicaya qui représenta l'Afrique équatoriale au parlement français de 1944 à 1958. Il est considéré comme l'un des grands poètes du continent africain.

## Biographie

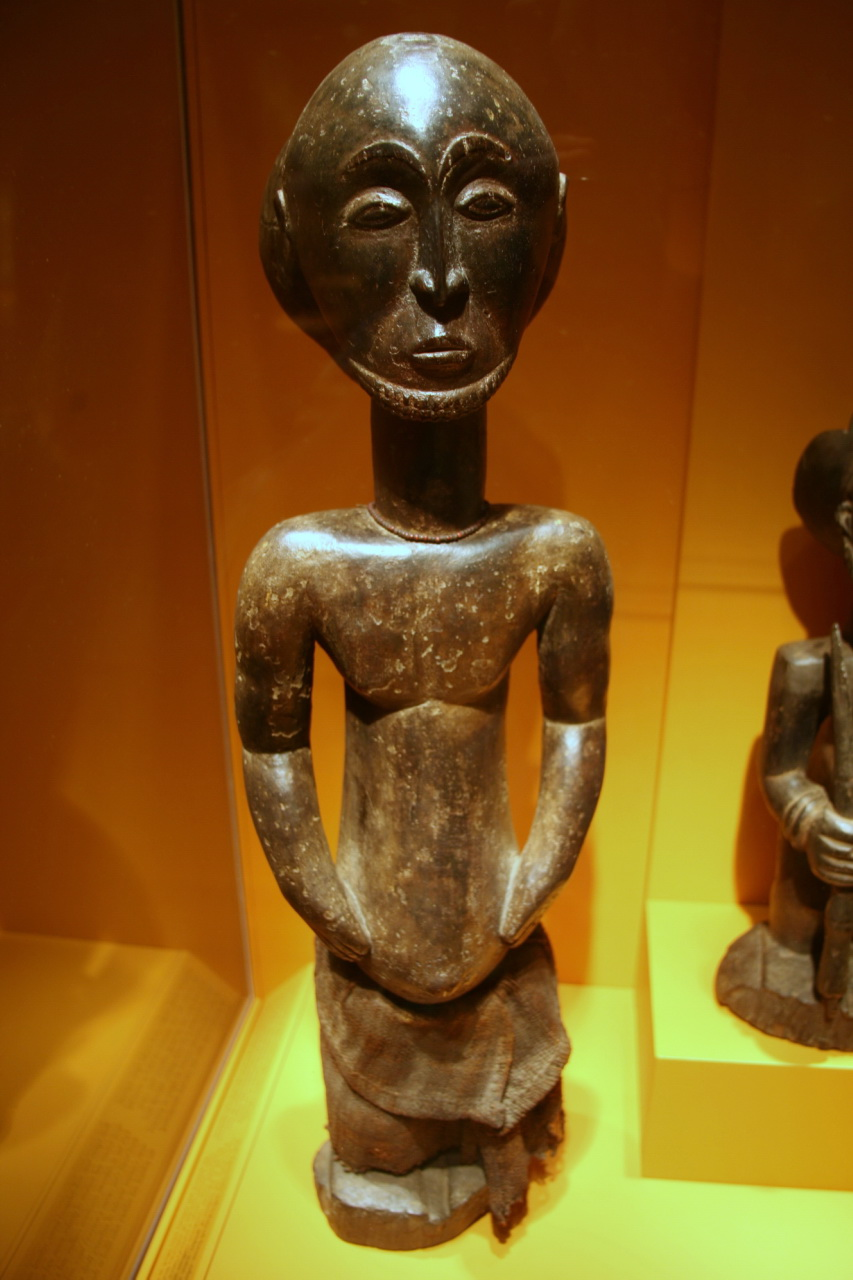
Figure d'ancêtre hemba.

Il passe son enfance à Pointe-Noire, il quitte son pays dès l'âge de 15 ans puis fait des études en France. Il y fait paraître ses premiers poèmes dès 1955. Gérald-Félix Tchikaya prend en 1957 le pseudonyme de U Tam'si (en langue vili « celui qui parle pour son pays »), pseudonyme que prendra aussi Marcel Ntsoni dit Sony Labou Tansi.
C'est son oncle Pierre Tchicaya de Boempire qui, en apprenant que son neveu Gérald se rendait en France pour ses études, lui aurait dit « Toi, tu t'en vas en France, il faut que tu parles de ton pays ». Ce serait donc pour rendre hommage à son oncle qu'il aurait pris ce pseudonyme.
Le père « prédestine son fils au métier de magistrat mais l'enfant rebelle quitte l'école avant son baccalauréat pour exercer plusieurs petits métiers et se livrer à l'écriture »[réf. nécessaire].
À 24 ans, il publie son premier recueil Le Mauvais Sang, inspiré de Rimbaud, et il est unanimement considéré comme le poète africain le plus doué de sa génération. Sa voix, qui pourtant refuse de s'associer aux chantres de la négritude, demeure la plus importante qui se soit révélée depuis celle d'Aimé Césaire.
En 1960, au moment des indépendances africaines, il retourne dans son pays, il met sa plume au service de Patrice Lumumba, mais celui-ci est assassiné ; cela le convainc de partir. Son écriture s'inscrit dans la décolonisation et la lutte contre le racisme et les discriminations sans pour autant faire partie du mouvement de la négritude.
Dans le poème Natte à tisser, U Tam'si écrit : 

« Il venait de livrer le secret du soleil 

et voulut écrire le poème de sa vie 

pourquoi des cristaux dans son sang 

pourquoi des globules dans son rire 

il avait l'âme mûre 

quand quelqu'un lui cria 

sale tête de nègre 

depuis il lui reste l'acte suave de son rire 

et l'arbre géant d'une déchirure vive 

qu'était ce pays qu'il habite en fauve 

derrière les fauves devant derrière des fauves . »

En 1964, il publie Le Ventre. « L'Afrique venait à peine de conquérir son indépendance. Mais face aux jeux obscurs des forces impérialistes provoquant dans nombre de pays africains, singulièrement au Congo, des antagonismes politiques, des querelles intestines et des luttes tribales, il était devenu difficile à quiconque s'est trouvé mêlé au drame du peuple noir, de garder le silence. Le Ventre fut alors un cri de douleur et un chant de deuil.

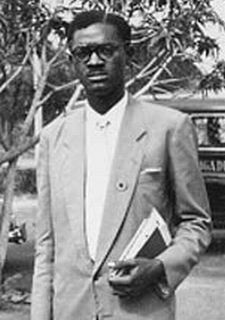
Patrice Lumumba.

La figure de Patrice Lumumba, martyr de l'indépendance congolaise, qui sert de toile de fond au recueil, conférait à la parole du poète une dimension tragique. La réédition de Le Ventre enrichi des deux poèmes inédits, La Conga des mutins et La Mise à mort, s'imposait donc. Aujourd'hui, plus de dix ans après la disparition du poète, on verra que le cri de Tchicaya U Tam'si n'a rien perdu de sa force et que sa parole dense et toujours exigeante se veut le lieu de rencontre de l'homme avec sa terre, l'espace toujours renouvelé d'une quête passionnée de sa propre identité. »
Il travaille à l'UNESCO jusqu'en 1986, date à laquelle il prend une retraite anticipée pour se consacrer entièrement à l'écriture, jusqu'à sa mort en 1988 à 56 ans,. Il est aussi l'auteur de quatre romans et de trois pièces de théâtre, mais il demeure avant tout comme poète.
Si les hommes politiques disparaissent de la mémoire des hommes, les poètes restent parmi les vivants. Tchicaya U Tam'si le savait, lui qui avait prédit tel un rebelle prophète bantou : 

« Et je serai de la résurrection ! 

Et l'on portera mon âme sous un dais d'or 

dans les foires les nuits d'équinoxe. 

Puis un orage d'ongles racornis au feu éclatera 

dont les éclats me troueront l'âme ! 

Et je supplierai qu'on m'aime debout ! 

Afin d'être de la résurrection des corps 

parce que j'aurai été le pain et le levain 

sinon ce fleuve de joie pour un cœur 

multipliant mon cœur dans le pardon! »

Il ouvre ainsi la voie de la modernité à d'autres poètes, comme Léopold Congo-Mbemba par exemple, suivant le sillon déjà creusé par Aimé Césaire.

## Jugements littéraires

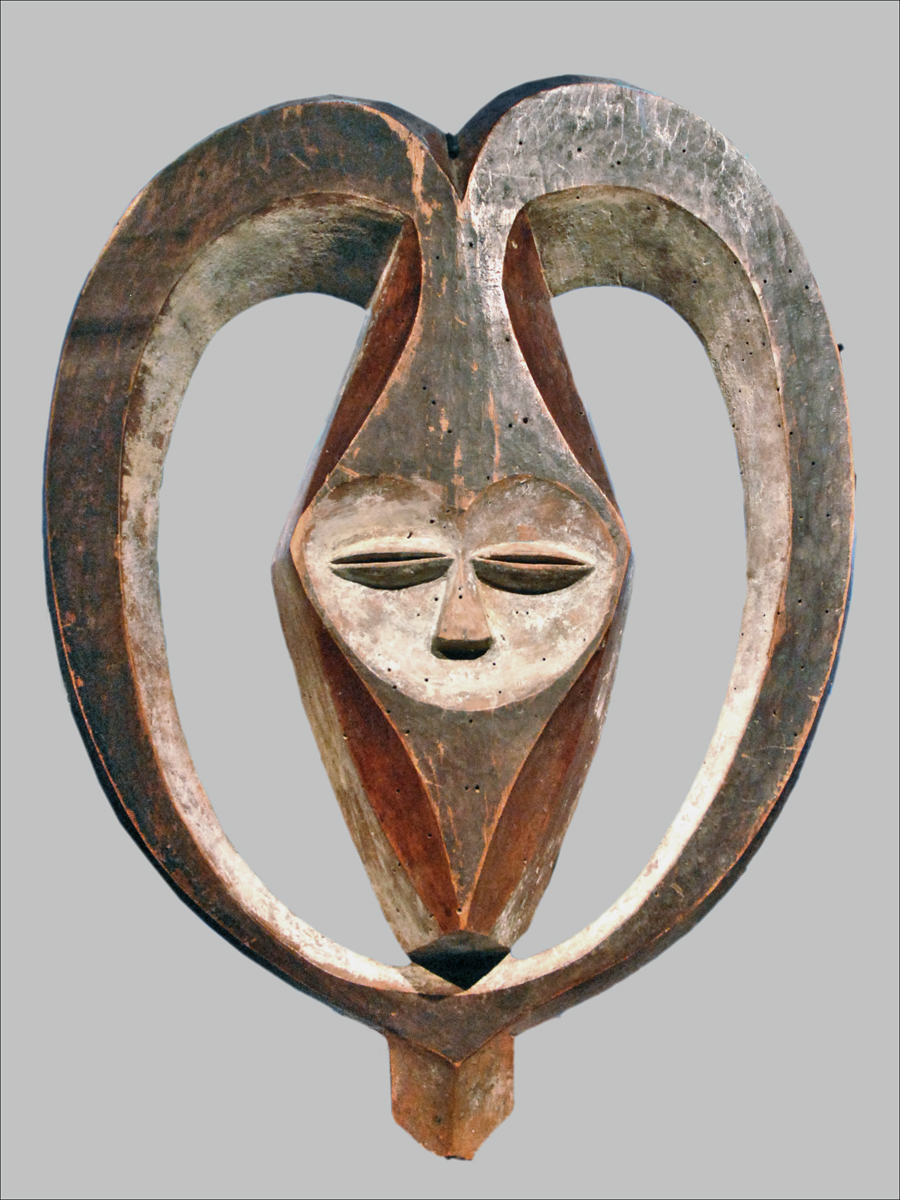
Masque facial enveloppé de cornes (Kwele).

« En 1955, Le mauvais sang de Tchicaya m'avait frappé, m'était entré dans la chair jusqu'au cœur. Il avait le caractère insolite du message. Et plus encore Feu de brousse avec ses retournements soudains, ses cris de passion. J'avais découvert un poète bantou », écrivait L.S. Senghor en préface à la première édition d'Épitomé (1962). Depuis, la voix de Tchicaya U Tam'si s'est affirmée comme la plus importante qui se soit révélée depuis celle de Césaire et celle (trop tôt interrompue) de David Diop.
Pour Roger Chemain, « original et puissant, Tchicaya U'Tamsi qui, tout au long de sa vie d'écrivain n'a cessé d'afficher sa méfiance envers la négritude, comme du reste envers tout dogme ou toute théorie, laisse une des œuvres les plus riches de la littérature d'Afrique francophone, à la fois profondément congolaise, nationale et universelle. »

## Poème
« Donc fichu mon destin sauvez seul mon cerveau
 
Laissez-moi un atout rien qu'un cerveau d'enfant !

Où le soleil courait comme un crabe embêtant

Où les mers refluaient m'habillaient de coraux...

Ils ne conviendront pas qu'enfant j'eus les boyaux

durs comme fer et la jambe raide et clopant

j'allais terrible et noir et fièvre dans le vent

L'esprit, un roc, m'y faisait entrevoir une eau ;

Et ceux qui s'y baignaient se muaient en soleil

Je m'élançais vers eux des crocs de mon sommeil

Dans ce rut fabuleux ma tête s'est fêlée...

Donc fichu mon destin l'eau qui rouille le fer...

d'un clair de lune froid monte une terre ourlée

le soleil vrille encor franc dans mon poitrail clair. »

— Le mauvais sang, no XVII, p. 27.

## Œuvres

### Poésie
- Le Mauvais Sang, Caractères, Paris, 1955 ; réédition avec Feu de brousse et À triche-cœur, L'Harmattan.  [Ouvrage de référence]
- Feu de brousse : poème parlé en 17 visions, Caractères, Paris, 1957.
- À triche-cœur, Hautefeuille/Caractères, Paris, 1958 ; réédition par Pierre Jean Oswald, collection « J'exige la parole », Paris, 1960.
- Épitomé : Les mots de tête pour le sommaire d’une passion, collection  « L'aube dissout les monstres », Pierre Jean Oswald éditeur, no 17, SNED, Tunis, mai 1962.
- Le Ventre, 1964, suivi de Le Pain ou la Cendre 1978, réédité par Présence africaine 1999.
- Arc musical, 1970.
- La Veste d'intérieur, suivi de Notes de veille, 1977.

### Romans
- Les Cancrelats, Albin Michel, 1980.
- Les Méduses, Albin Michel, 1982.
- Les Phalènes, Albin Michel, 1984.
- Ces fruits si doux de l'arbre à pain, Seghers, 1987.

### Théâtre
- Le Zulu suivi de Vwène Le Fondateur, Nubia, 1977.
- Le Destin glorieux du maréchal Nnikon Nniku, prince qu'on sort, Présence africaine, 1979.
- Le Bal de N'dinga, éd. L'Atelier imaginaire/Éditions L'Âge d'Homme : Tarbes,1987.

### Œuvres complètes
- J’étais nu pour le premier baiser de ma mère, Œuvres complètes I, Gallimard, coll. « Continent noir », 2013.
- La trilogie romanesque : Les cancrelats – Les méduses – Les phalènes, Œuvres complètes II, coll., Gallimard, coll. « Continent noir », 2015  (ISBN 978-2-07-014798-4), 960 pages.
- Les fruits si doux de l’arbre à pain – La main sèche – Légendes africaines, Œuvres complètes III, Gallimard, coll. « Continent noir », 2018.

## Hommage
Un prix international a été créé en hommage à Tchicaya U Tam'si. Ainsi, depuis 1989, le Prix Tchicaya U Tam'si pour la poésie africaine est décerné tous les deux ans à Assilah, au Maroc.
Le Grand Prix de la Mémoire de l'édition 2014 des Grands prix des associations littéraires lui a été décerné.

### Filmographie
- Tchicaya, la petite feuille qui chante son pays, film de Léandre-Alain Baker, Play Film, Paris, 2001, 52 min (DVD), sélectionné au Festival d'Amiens en 2001, au FESPACO en 2003. (Diffusion sur France Ô et TV5)